# Otira
Genre
Otira est un genre d'araignées aranéomorphes de la famille des Amaurobiidae.

## Distribution
Les espèces de ce genre sont endémiques de Nouvelle-Zélande.

## Liste des espèces
Selon World Spider Catalog (version 17.5, 12/09/2016) :
- Otira canasta Forster & Wilton, 1973
- Otira indura Forster & Wilton, 1973
- Otira liana Forster & Wilton, 1973
- Otira parva Forster & Wilton, 1973
- Otira satura Forster & Wilton, 1973
- Otira terricola Forster & Wilton, 1973

## Publication originale
- Forster & Wilton, 1973 : The spiders of New Zealand. Part IV. Otago Museum Bulletin, vol. 4, p. 1-309.